# Искусственный фотосинтез
Искусственный фотосинтез — попытки воспроизведения естественного процесса фотосинтеза. При этом под воздействием электромагнитного излучения видимого спектра вода и диоксид углерода преобразуются в молекулярный кислород и глюкозу.
Исследования направлены на реализацию разновидности фотосинтеза, связанной с разложением воды на водород и кислород. Этот процесс является первой стадией фотосинтеза в растениях (светозависимая фаза). Конверсия диоксида углерода не требует воздействия света. Водород, полученный на первой стадии искусственного фотосинтеза может быть использован в водородных двигателях для генерирования «чистой» энергии.
Светонезависимая реакция («темновая фаза», Цикл Кальвина) является второй стадией фотосинтеза, в ходе которой диоксид углерода конвертируется в глюкозу. Глюкоза является источником энергии, обеспечивающим рост растений. Предполагается, что этот процесс, воспроизведённый в промышленных масштабах, поможет противостоять глобальному потеплению. Светонезависимая стадия фотосинтеза может быть использована для поглощения избыточного количества углекислого газа из атмосферы. Однако такой процесс будет требовать значительных источников энергии, как это происходит при фотосинтезе в растениях.